# Област Фуру
Област Фуру (јап. 古宇郡) Furuu-gun се налази у субпрефектури Ширибеши, Хокаидо, Јапан. 
2004. године, у области Фуру живело је 3.278 становника и густину насељености од 14,25 становника по км². Укупна површина је 230,06 км².

## Вароши и села
- Камоенај
- Томари